# Cleistocactus
Cleistocactus é um gênero botânico da família cactaceae.

## Sinonímia
| - Akersia Buining - Bolivicereus Cárdenas - Borzicactella H.Johnson ex F.Ritter - Borzicactus Riccob - Borzicereus Fric & Kreuz. - Cephalocleistocactus F.Ritter - Cleistocereus Fric & Kreuz. - Clistanthocereus Backeb. - Demnosa Fric | - Gymnanthocereus Backeb. - Hildewintera F.Ritter - Loxanthocereus Backeb. - Maritimocereus Akers - Pseudoechinocereus Buining - Seticereus Backeb. - Seticleistocactus Backeb. - Winteria F.Ritter - Winterocereus Backeb. |

## Espécies
49 espécies, incluindo:
| - Cleistocactus baumannii - Cleistocactus candelilla - Cleistocactus dependens - Cleistocactus fieldianus - Cleistocactus hildegardiae - Cleistocactus hyalacanthus - Cleistocactus icosagonus - Cleistocactus parapetiensis - Cleistocactus reae | - Cleistocactus samaipatanus - Cleistocactus sepium - Cleistocactus serpens - Cleistocactus sextonianus - Cleistocactus smaragdiflorus - Cleistocastus strausii - Cleistocactus tarijensis - Cleistocactus tominensis - Cleistocactus winteri |